# Мархам, Берил
Берил Мархам[уточнить] (англ. Beryl Markham, 26 октября 1902 — 3 августа 1986) — кенийская лётчица британского происхождения, путешественница и автор мемуаров. Стала первым человеком, совершившим одиночный полет над Атлантическим океаном с востока на запад без остановок.

## Биография
Берил родилась в Британии. Её отец тренировал скаковых лошадей. Когда Берил было четыре, её семья переехала на ферму в Кении, которая тогда была британской колонией. Матери не понравилась жизнь на ферме и она быстро вернулась в Англию, а Берил осталась с отцом в Кении. Она провела полное приключений детство, учась, играя и охотясь с кенийскими детьми. На ферме отца она научилась обращаться с лошадьми. В 18 лет она стала первой в Африке лицензированной женщиной-тренером скаковых лошадей и быстро прославилась в этой области. Шесть из её лошадей выиграли кенийское дерби.
Мархам была яркой личностью и нонконформисткой. Она была замужем три раза, свою фамилию, Мархам, Берил оставила от второго брака. У неё был публичный роман с принцем Генри, но, как утверждают, их любви помешали Виндзоры.
Берил была подругой писательницы Карен Бликсен.

## Полет над Атлантическим океаном и мемуары

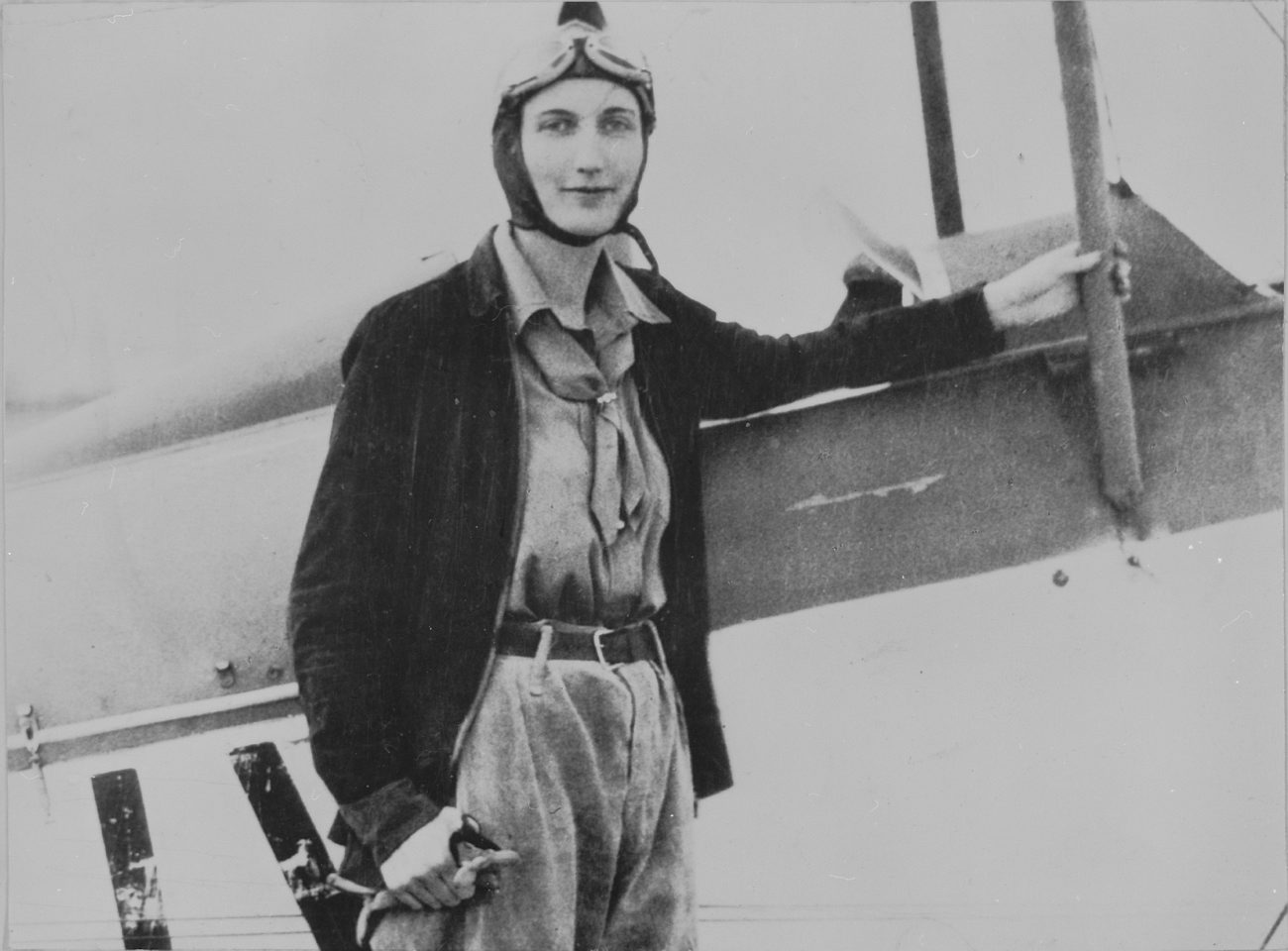
Берил Мархам, примерно 1930 год

Мархам стала первой, кто в одиночку пролетел над Атлантическим океаном с востока на запад. Сильные встречные ветры делают это направление более сложным, чем путь с запада на восток, которые к тому моменту уже преодолели Амелия Эрхарт и Чарльз Линдберг.
К моменту, когда Берил решила совершить свой перелёт, уже было сделано несколько безуспешных попыток преодолеть этот путь, некоторые из которых окончились смертью пилотов.
4 сентября 1936 года Берил вылетела из Абингтона. После 20-часового полета её самолёт обледенел и она совершила экстренную посадку в Канаде. Она стала первой, что пролетел от Англии до Южной Америки и получила известность как пионер авиации.
Позже Берил написала о своем полете в мемуарах West with the Night, опубликованных в 1942 году. Несмотря на высокую оценку критиков, книга продавалась скромно и скоро вышла из печати. Книга оставалась незамеченной до 1982 года, когда калифорнийский ресторатор Джордж Гуткунст, читая коллекцию писем Эрнеста Хемингуэя, наткнулся на письмо, в котором писатель хвалил стиль Мархам: «Вы читали книгу Берил Мархам „West with the Night“? …. Она пишет настолько хорошо, изумительно хорошо, что мне стало стыдно за себя как за писателя…». Заинтригованный Гуткунст прочел мемуары Мархам и настолько влюбился в прозу Берил, что помог убедить калифорнийское издательство North Point Press переиздать книгу. В 1983 году мемуары Мархам были снова в продаже и на этот раз стала бестселлером. Успех переизданной книги обеспечил Берил достаточный доход, чтобы она могла закончить жизнь в относительном комфорте. До этого её финансово поддерживал только круг друзей и владельцев лошадей, с которыми она работала.

## В культуре
- В экранизации книги «Из Африки» Берил представлена как искренняя девочка-пацанка по имени Фелисити.
- В 1986 вышел документальный фильм о жизни Мархам под названием World Without Walls: Beryl Markham’s African Memoir
- Стефани Пауэрс сыграла её в телевизионном фильме Beryl Markham: In The Shadow of the Sun в 1988
- В 2015 году вышел роман Circling the Sun Паулы МакЛейн, основанный на жизни Мархам. В 2018 году роман переведён на русский язык и издан. Русскоязычное название — «Облетая солнце».
- В честь Мархам назван кратер на Венере[4]